# Segodobancang
Segodobancang is een bestuurslaag in het regentschap Sidoarjo van de provincie Oost-Java, Indonesië. Segodobancang telt 2375 inwoners (volkstelling 2010).